# Пурпурная роза Каира
«Пурпурная роза Каира» (англ. The Purple Rose of Cairo) — кинокомедия американского режиссёра Вуди Аллена, навеянная классическим фильмом 1924 года Бастера Китона «Шерлок-младший». Премии «Золотой глобус» и BAFTA, приз ФИПРЕССИ Каннского кинофестиваля.

## Сюжет
Действие фильма происходит в 1930-е годы, в США — великая депрессия. Официантка дешёвой нью-йоркской закусочной Сесилия страдает от безденежья и неудачного брака с нелюбимым мужем Монком. Пытаясь убежать от жестокой реальности, она отдаётся своей страсти — кинематографу. Раз за разом она пересматривает любимый фильм «Пурпурная роза Каира» в кинотеатре по соседству «Jewel». Однажды случается чудо: её кумир Том Бакстер, «Мистер Совершенство», сходит с чёрно-белого экрана в зрительный зал к обезумевшей от счастья Сесилии и признаётся ей в любви. Вымышленный герой сталкивается с реальным миром: настоящими деньгами, проститутками на улице и, наконец, с супругом Сесилии.
Между тем в кинотеатре начинается паника. Персонажи фильма, выбившиеся из колеи, не знают что делать, бесцельно слоняются внутри мизансцены и препираются со зрителями. Директор кинотеатра начинает звонить в Голливуд, управляющему компании RKO Pictures. Продюсерам картины необходимо срочно предпринимать меры, прокат под угрозой. Приходится обратиться к самому исполнителю роли Бакстера, актёру Гилу Шепперду, чтобы он лично убедил Сесилию и своего персонажа прекратить отношения и вернуться каждому в свой мир. Миссия Гила оказывается успешной. Том возвращается в чёрно-белый кадр, а Сесилия к своей печальной реальности. В финале героиня приходит в любимый кинотеатр к концовке фильма «Цилиндр» и знаменитой песне «Щека к щеке», повторяя самое начало фильма.

## В ролях
- Миа Фэрроу — Сесилия
- Дэнни Айелло — Монк
- Джефф Дэниэлс — Том Бакстер / Джил Шепперд
- Эдвард Херрманн — Генри
- Джон Вуд — Джейсон
- Гленн Хидли — проститутка
- Дайан Уист — Эмма
- Ван Джонсон — Ларри Уайлд

## Создание фильма и подбор актёров
Вспоминая о работе над картиной Вуди Аллен отзывался так

«Пурпурная роза» был фильмом, когда мне пришлось запереться в комнате и писать. Написав половину я остановился — непонятно было куда двигаться дальше. Остановился и начал обдумывать совсем другие идеи. Намного позже меня неожиданно осенило. Настоящий актёр приезжает в город и ей нужно выбрать между экранным героем и реальным. Она выбирает настоящего, а тот бросает её. Вот тогда идея превратилась в фильм. До того же всё никак не срасталось.
Оригинальный текст (англ.)Purple Rose was a film that I just locked myself in a room [to write].... I wrote it and halfway through it didn't go anywhere and I put it aside. I didn't know what to do. I toyed around with other ideas. Only when the idea hit me, a long time later, that the real actor comes to town and she has to choose between the [screen] actor and the real actor and she chooses the real actor and he dumps her, that was the time it became a real movie. Before that it wasn't. But the whole thing was manufactured
— Интервью Вуди Аллена
Снимался фильм в небольшом пригороде Нью-Йорка, посёлке Пьермонт. Завязка сюжета перекликается с одним из ранних рассказов Аллена, в котором поклонник литературного произведения настолько погружён в него, что через некоторое время понимает, что сам перенёсся внутрь романа. По мнению биографа Вуди Аллена Эрика Лакса, в фильме отчётливо звучит автобиографическое начало. Детство Аллена прошло в Бруклине, где поблизости от его дома был кинотеатр «Кент». О нём будущий режиссёр отзывался как о «самом великом месте моего детства». Создатель отдал ему дань уважения: в нём сняли одну из сцен картины.
В некоторых своих картинах, где Аллен не задействован как актёр, используется характерный для него приём, когда один из актёров в кадре становится воплощением «Аллена» на экране. В «Пурпурной розе Каира» этот персонаж Сесилия — она, как свойственно персонажам Вуди Аллена, склонна к романтизму и слишком верит в счастливое будущее. В главной роли начал сниматься Майкл Китон. К его работам Аллен относился с большим уважением, а сам Китон согласился участвовать за очень скромный гонорар, ради чести поработать вместе с мастером. После 10 дней съёмок режиссёр ленты решил, что актёр ему не подходит, так как не соответствует внешности героя-любовника 1930-х годов. В сложном воплощении двойного персонажа Бокстера/Шепперда его заменил Джефф Дэниэлс.
Помимо постоянно снимавшихся в картинах Аллена Миа Фэрроу и Дайян Китон, были привлечён ансамбль известных актёров. Критики отметили достойную игру тех, кто играл «фильм внутри фильма», известных исполнителей 1950—1960 годов Джона Вуда, Зои Колдуэлл, Эда Хермана. Отдельно можно упомянуть небольшую роль звезды MGM 1940 годов — Вана Джонсона.
Руководство кинокомпании «Орион» попыталось повлиять на режиссёра, чтобы сделать концовку комедии не столь печальной. Вуди Аллен, которого называют «иконоборцем» за самокритичный подход и своё видение процесса съёмок, отказался. Финал фильма остался таким, как его представил себе режиссёр.

## Восприятие и критика
Фильм «Пурпурная роза Каира» Аллен относил к любимым своим фильмам отозвавшись о нём как о случае «когда всё получилось близко к тому, как я задумал». Большинство критиков положительно восприняли картину и отнесли её к числу лучших созданных мастером. Кинообозреватель New York Times Винсент Кенби назвал комедию «чистым очарованием» и «84 минутами счастья». Дэйв Кер однако отнёсся к творческому началу картины более прохладно — как к наивной работе новичка, а изыски сценария назвал неумелой пародией на Феллини.
Как и во многих своих работах Аллен легко, словно мимоходом, рассказывает о глубоких философских темах — тонкой грани между вымыслом и реальностью и исцеляющей силе искусства. В «Пурпурной розе Каира» отчётливо прослеживается влияние классики кинематографа, таких фильмов как «Белый шейх» и «Шерлок-младший». Приём разрушения «четвёртой стены», который использует режиссёр далеко не новый в кинематографе, но режиссёр преподнёс его необычным образом.
Важным элементом, создающим атмосферу картины, является визуальный ряд, заслуга оператора Гордона Уиллиса. Хотя фильм повествует о 1930-х, его нельзя назвать стилизацией под старину. У создателей картины была возможность увлечься спецэффектами, которые для своего времени вполне достойны, но они выбрали иной подход. Парадоксальное впечатление создаёт противопоставление реального и вымышленного мира. При этом цветной реальный мир города, в котором живёт героиня пустой, одинокий и мрачный. В противоположность ему чёрно-белый мир «фильма внутри фильма» — праздник и отдохновение души Сесилии.
Сюжет картины достаточно предсказуем, но интрига содержится не в нём. Кульминацией фильма становится столкновение троих героев Бакстера, Шепперда и Сесилии. В этом сюрреалистическом противостоянии раскрывается основная идея картины. Бегство от реальности не может заменить счастье и не может быть продолжительным. В финальных кадрах фильма героиня словно впав в транс и забыв о жестоком разочаровании, наблюдает за танцем Фреда Астера и Джинджер Роджерс.

В широком смысле фильм исследует границы бегства от реальности, равно как размышление о том, чего же не хватает в нашей жизни до полного счастья. Наша героиня столкнулась с выбором: остаться в мире фантазии или вернуться в унылую ежедневную реальность. Мы полностью согласны с выбором героини. Даже безрадостная концовка фильма выглядит вполне естественной и бросает новый свет на то, в чём же всё таки состоит магия кино.
Оригинальный текст (англ.) In a broader context, it also explores the limitations that such escapism provides, as well as the ability for us to reflect on what's missing from our own lives that might provide us happiness.  Our protagonist is faced with a choice of living in a complete fantasy, one that is idealized, and the all-too-bleak reality of her daily existence.  We wish and we hope right along with her, and though the film doesn't quite give us the wonderful cure-all ending that would seem a more natural fit for a film this light, it does bring forth an important point about the magic of cinema
— обозреватель сайта qwipster.com Лео Винс

## Премии и награды
- 1986 — номинации на премию Оскар
  - Лучший оригинальный сценарий
- 1986 — Премия «Золотой глобус»
  - Лучший сценарий (Вуди Аллен)
- 1986 — номинации на «Золотой глобус»
  - Лучший фильм (музыкальный/комедия), лучший актёр, лучшая актриса
- 1986 — Премия BAFTA
  - Лучший фильм, лучший сценарий
- 1986 — номинация на премию BAFTA
  - Лучшая актриса, лучшие спецэффекты
- 1986 — номинации на премию «Сатурн»
  - лучшая работа режиссёра, лучший фильм-фэнтези, лучшая актриса, лучший сценарий
- 1986 — Премия «Бодил»
  - Лучший неевропейский фильм
- 1986 — Приз ФИПРЕССИ Каннского кинофестиваля
- 1986 — Премия «Сезар»
  - Лучший иностранный фильм
- 1986 — Премия ассоциации кинокритиков Франции
  - Лучший иностранный фильм
- 1986 — Премия ассоциации кинокритиков Нью-Йорка
  - Лучший сценарий